# Papyrus (Unternehmen)
Papyrus AB ist ein europaweit tätiges schwedisches Großhandelsunternehmen mit Schwerpunkt Papier- und Verpackungshandel im Business-to-Business-Bereich. Der Unternehmenssitz liegt im Göteborger Vorort Mölndal, daneben bestehen Tochtergesellschaften in diversen europäischen Ländern. Papyrus AB gehört zum Mutterkonzern OptiGroup, der bis 2017 den Namen Papyrus Holding trug.

## Geschichte
Die Ursprünge des Unternehmens reichen in das Jahr 1895 zurück, als die schwedische Familie Wallenberg eine Papierfabrik in Mölndal erwarb und dem daraufhin gegründeten Unternehmen den Namen Papyrus gab (benannt nach dem Beschreibstoff Papyrus). Die Papierfabrik blieb während des 20. Jahrhunderts durchweg in Betrieb und war ein Arbeitsplatz für viele Mölndaler. 1976 wurde die Holzfabrik Kopparfors in Ockelbo erworben.
Ab 1987 gehörte Papyrus vollständig dem finnisch-schwedischen Konzern Stora (später Stora Enso), einem der weltweit größten Hersteller von Papier- und Verpackungsmaterial. Innerhalb des Stora-Enso-Konzerns war Papyrus vor allem für das Feinpapiergeschäft zuständig. In der ersten Hälfte der 2000er-Jahre übernahm Papyrus verschiedene Papier- und Verpackungsunternehmen in Europa, darunter Carl Emil (Norwegen), Paperi-Dahlberg (Finnland), Scaldia Papier (Niederlande), Papeteries de France (Frankreich) sowie Schneidersöhne (Deutschland).
Im April 2008 verkaufte der Stora-Enso-Konzern Papyrus zur Gänze an die schwedische Finanzinvestmentgesellschaft Altor Equity Partners. Die Verkaufsvereinbarung beinhaltete auch eine langfristige Papier-Liefervereinbarung zwischen Stora Enso und Papyrus. Noch im selben Jahr veräußerte Altor einen Minderheitsanteil an das britisch-schwedisch-deutsche Investmentunternehmen Triton Partners weiter. Bis Mitte der 2010er-Jahre wurden unter anderem die Unternehmen Arto Emballasje (Norwegen), Siisti-Piste Oy (Finnland), Inpa (Schweden), Städshopen (Schweden) and OSPAP (Tschechien) erworben.
2017 erfolgte die Umbenennung der Muttergesellschaft Papyrus Holding in OptiGroup, um die zunehmende Diversifikation der Unternehmensgruppe außerhalb von Papier- und Verpackungsherstellung zu verdeutlichen. Der Name Papyrus wurde aber als Marke für Teile der Unternehmensgruppe beibehalten.
Im Dezember 2021 übernahm die Private-Equity-Gesellschaft FSN Capital die Mehrheitsanteile an der OptiGroup.

## Unternehmensstruktur
Papyrus AB ist Teil der OptiGroup und fungiert zugleich als Holding für eigene Tochtergesellschaften. Zur Papyrus AB zählen über 15 Tochterunternehmen, die unter anderem in Belgien, den Niederlanden, Dänemark, Finnland, Litauen, Estland, Lettland, Schweden, Ungarn, Tschechien, Rumänien und Polen angesiedelt sind. Die Unternehmensgruppe beschäftigte 2024 über 2300 Mitarbeiter und erzielte einen Umsatz von 1,415 Milliarden Euro.
Im deutschsprachigen Raum ist die Papyrus Schweiz AG, ehemals Sihl + Eika Papier, mit Sitz in Thalwil tätig. Mit der Papyrus GmbH Germany besteht in Deutschland eine Tochtergesellschaft, die zur Papyrus AB gehört (Stand 2024). Die langjährige deutsche Tochtergesellschaft Papyrus Deutschland (davor Schneidersöhne) verschmolz hingegen am 1. Juli 2020 mit der Papier Union zur Inapa Deutschland GmbH. Dadurch wurde sie eine Tochtergesellschaft der portugiesischen Inapa Gruppe mit Sitz in Lissabon.

## Produkte und Dienstleistungen
Die Unternehmen der Papyrus AB vertreiben Papierprodukte. Papyrus ist europaweit im Business-to-Business-Geschäft tätig und beliefert Kunden mit Büropapier, Druckmaterial und weiteren Materialien für Geschäftsbedarf. Darunter bietet die Papyrus-Gruppe abseits des klassischen Papiergeschäfts auch Hygiene- und Reinigungsmittel, persönliche Schutzausrüstungen und industrielles Verpackungsmaterial an. Zu den Produktmarken des Unternehmens gehören u. a. Multi (gestrichene Papiere), Plano (Naturpapiere), Rainbow (farbige Papiere), RecyStar (Recyclingpapier), Balance (Recycling-Offsetpapier) und Sky (Büropapier).

## Auszeichnungen
- 2025: Swiss Print Award in der Kategorie Packaging[20]
- 2015: Gregor Calendar Award in der Kategorie Ausgezeichnetes Konzept[21]